# Корубио (Виченца)
Корубио је насеље у Италији у округу Виченца, региону Венето.
Према процени из 2011. у насељу је живело 124 становника. Насеље се налази на надморској висини од 126 м.